# پیمان گنت

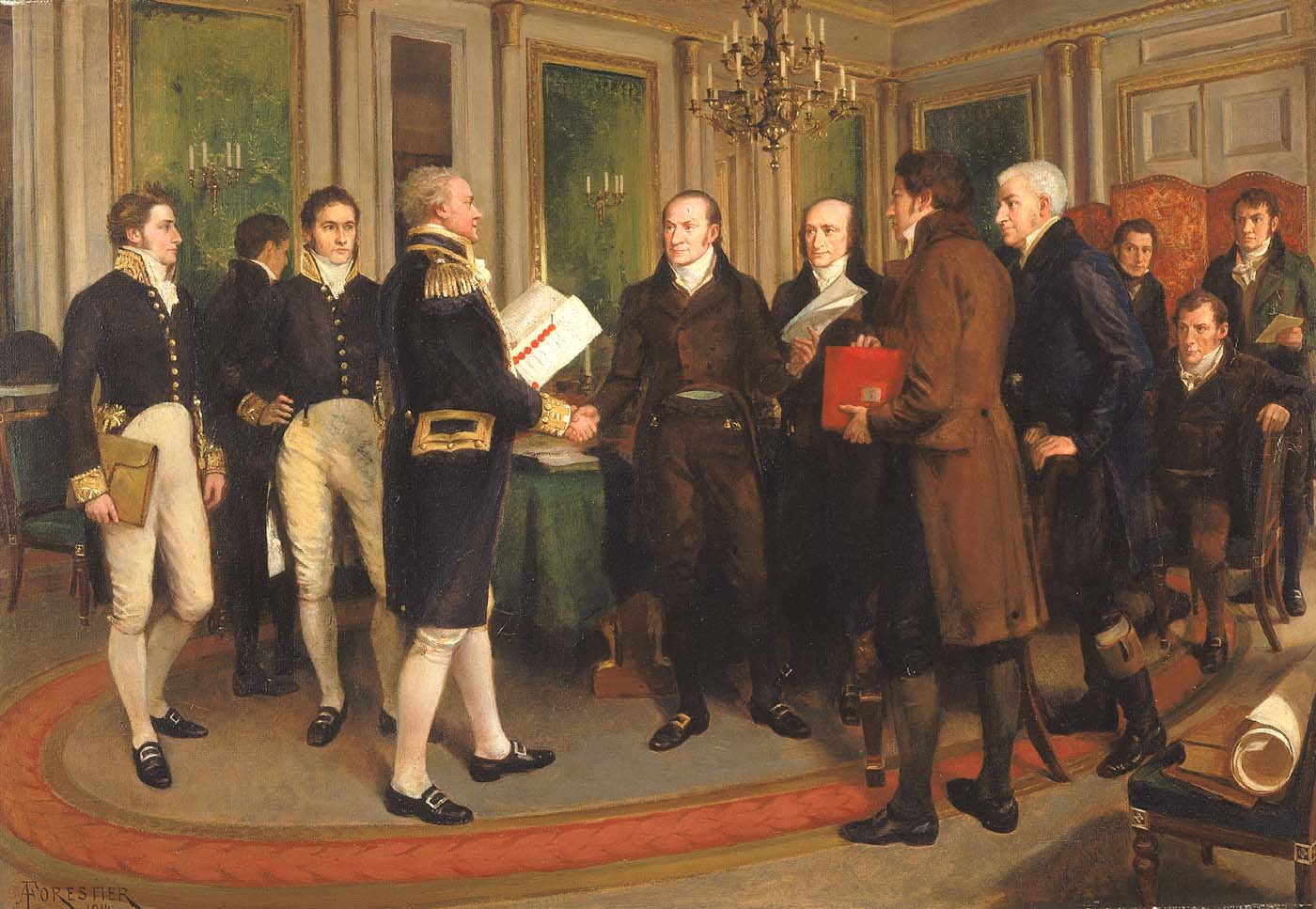
لحظهٔ امضاء پیمان صلح در گنت؛ دریاسالار ناوگان جمیز گمبیر در حال دست دادن با سفیر ایالات متحده در روسیه، جان کوئینسی آدامز همچنین دبیر دولت در امور جنگ و مستعمرات هنری گولبورن (با پروندهٔ سرخ رنگ)

پیمان گنت (به انگلیسی: The Treaty of Ghent)‏ در ۲۴ دسامبر ۱۸۱۴ در شهر گنت امضا شد. عهدنامه صلحی بود که پایان بخش جنگ ۱۸۱۲ بین امپراتوری بریتانیا و ایالات متحده امریکا بود که بر اساس آن مرزها به زمان پیش از آغاز خصومت باز می‌گشت. عهدنامه به وسیلهٔ مجلس عوام در ۳۰ دسامبر ۱۸۱۴ تصویب شد و با امضای پرنس رگنت به صورت قانون درآمد. اما به‌خاطر ضعیف بودن ارتباطات در آن عصر هفته‌ها بعد خبر تصویب شدنش به ایالات متحده رسید. آمریکایی‌ها به رهبری اندرو جکسون پیروزی بزرگی در نبرد نیو اورلئان بدست اوردند اما درست بعد از تصویب پیمان‌نامه. با این حال پیمان‌نامه تا تصویب کنگرهٔ آمریکا در فوریهٔ ۱۸۱۵ اجرایی نشد.